# Pïralı Älïyev
Pïralı Xanälïulı Älïyev (in kazako Пиралы Ханәлиұлы Әлиев?, in russo Пиралы Ханалиевич Алиев?, Piraly Chanalievič Aliev; Almaty, 13 gennaio 1984) è un calciatore kazako, centrocampista dell'Ertis.

## Palmarès

### Club

#### Competizioni nazionali
- Supercoppa del Kazakistan: 1

Astana: 2011